# Lijst van SOE-operaties tijdens de Tweede Wereldoorlog
Hieronder volgt een lijst van operaties gepland en (de meeste) uitgevoerd door de Special Operations Executive tijdens de Tweede Wereldoorlog.

## Albanië
- Bernard (194?)
- Cameron (194?)
- Consensus (194?)
- Consensus II (194?)
- CoOperation (194?)
- Figure (194?)
- Gunman (194?)
- Primus (194?)
- Sapling (194?)
- Sconce (194?)
- Sculptor (194?)
- Slender (194?)
- Spillway (194?)
- Spinster (194?)
- Stables (194?)
- Stepmother (194?)
- Swifter (194?)
- Vertebrae (194?)

## Balkan
- Harling (1942)
- Hydra (1942)
- Noah's Ark (1943)
- Typical (1943)

## België
- Aemilius (1944)
- Aeneas (1944)
- Agamemnon (1944)
- Agrippa (1944)
- Alarbus (1944)
- Alcibiades (1944)
- Alsation (1943)
- Antenor (1944)
- Apemantus (1944)
- Arboretum (1944)
- Armadillo (1944)
- Association (1941–1942)
- Aufidius (1944)
- Autogyro (1941)
- Baboon (1942)
- Badger (1943)
- Balthazar (1942–1944)
- Bassianus (1944)
- Bernardo (1944)
- Bianca (1944)
- Borzoi (1943)
- Brabantio (1944)
- Buckhound (1943)
- Bullfrog (1943)
- Calf (1943)
- Calpurnia (1944)
- Canticle (1942)
- Caphis (1944)
- Carical (1942–44)
- Cato (1944)
- Cawdor (1944)
- Cayote (1942)
- Celeste (1944)
- Chicken (1941)
- Chiron (1944)
- Cimber (1944)
- Civet (1942–44)
- Claribel (1941)
- Claudius (1943)
- Coal/Turtle (1943)
- Collie (1942)
- Cominius (1944)
- Conjugal (1941)
- Cordelet (1943–44)
- Coriolanus (1944)
- Daniel/Marmoset (1942)
- Daranus (1944)
- Dingo (1943) (1943–44)
- Donaldbain (1944)
- Duncan (1942)
- Emelia (1944)
- Enorbarbus (1944)
- Eros (1944)
- Euphronius (1944)
- Ferret (1942)
- Flaminius (1944)
- Flavius (1943)
- Fortinbras (1943)
- Gibbon (1942) (1942)
- Glamis (1944)
- Gratiano (1944)
- Greyhound (1942)
- Griffon (1943)
- Guineapig (1943)
- Gypsy (1942)
- Hecate (1944)
- Hector (World War II) (?)
- Helenus (1944)
- Hillcat (1943)
- Hireling (1941)
- Horatio (1944)
- Hortensius (1944)
- Iago (1944)
- Imogen (1944)
- Incomparable (1942)
- Independence (1942)
- Intersection (1942)
- Jerboa (1943)
- Junius (1944)
- Koala (1942)
- Labrador (1943)
- Lacquer (1941)
- Lamb (1942)
- Lavinia (1944)
- Lear (1943)
- Lemur (1942)
- Lepidus (1944)
- Ligarius (1944)
- Lodovico (1944)
- Lucullus (1944)
- Luculluss (1944)
- Lynx (1942)
- M 12/Tiber (1945)
- Majordomo (1942)
- Man Friday (1942)
- Mandamus (1942)
- Mandrill (1943)
- Manelaus (1943)
- Marcius (1943)
- Mardian (1944)
- Marmot (1942)
- Mastiff (1942)
- Menas (1944)
- Mencrates (1944)
- Menenius (1944)
- Messala (1944)
- Mink (1942)
- Mongoose (1942)
- Montano (1944)
- Mouse (1942)
- Mule (1942)
- Musjid (1941)
- Newsagent (1943)
- Nicanor (1943)
- Opinion (1941)
- Othello (1943)
- Outcast (1941)
- Outhaul (1941)
- Pandarus (1944)
- Patroclus (1944)
- Patron (1944)
- Periwig (1941)
- Philotus (1943)
- Phrynia (1944)
- Platypus (1942)
- Pointer (1943)
- Polonius (1944)
- Priam (1944)
- Publius (1944)
- Rat/Goat (1943)
- Regan (1944)
- Reynaldo (1944)
- Rhombold (1941)
- Roderigo (1944)
- Rosencrantz (1944)
- Sable (1942)
- Samoyède (1943)
- Sempronius (1944)
- Silkmerchant (1941)
- Socrates (1943–44)
- Terrier (1942)
- Tybalt (1942–44)
- Union (1944)
- Varro (1944)
- Vergillia (1944)
- Yapok (1944)

## Duitsland
- Braddock I (1944)
- Braddock II (1944)
- Calvados (1943)
- Colan (1945)
- Downend (1944)
- Fleckney (1944)
- Fordwick (1944)
- Foxley (1944–45)
- Frilford (1944)
- Vivacious (1944–45)

## Frankrijk
- Aloes (1944)
- Armada (1943)
- Bezique/Dressmaker (1943)
- Citronelle (1944)
- Echalotte (1944)
- Eucalyptus (1944)
- Hangman (1942)
- Housekeeper (1943)
- Josephine B (1941)
- Pilchard (?)
- Sainfoin (1944)
- Savanna (1941)
- Scullion (1943)
- Sling (1944)
- Sophie (1943)

## Italië
- Aileron (1944)
- Almouth (1944)
- Ampthill (1944)
- Atlow (1944))
- Balloonet (1944)–1945)
- Bandon VII (1945)
- Bergenfield (1944–1945)
- Blundell (1944)
- Blundell (1944–1945)
- Boykin (1945)
- Cherokee (1944–45)
- Colossus (1941)
- Coolant (1944–45)
- Corona (1944)) (1944–45)
- Donum (1944–45)
- Envelope (1945)
- Evaporate (1945)
- Ferret (1944)
- Ferrula (1944)
- Flap/Fin (1944)
- Floodlight (1944)
- Gela Blue (1944)
- Genesse (1945)
- Hail (1944)
- Hapale (1945)
- Hapeville (1945)
- Harrisburg (1945)
- Herring (1945)
- Herrington (1945)
- Homestead (1945)
- Incisor (1945)
- Indelible (1945)
- Insulin (1945)
- Izarra (?)
- Leyton (1944)
- M 11 (1945)
- M 6 (1944–45)
- Mallaby/Neck (1945)
- Moselle (1943–45)
- Pool (1944)
- Potato (1944)
- Ricco (1944–45)
- Rudder (?)
- Ruina (1944–45)
- Saki (1944–45)
- Turdus (1944)

## Nederland
- Artichoke (1942)
- Backgammon/Draughts (1944)
- Broadbean (1943)
- Dicing (1945)
- Draughts (1945)
- Gambling (1945)
- Kuyper (1944)
- Market (1944)
- Rummy (1944)
- Tiddleywinks (1944)

## Noord-Afrika
- Falaise (1941)

## Oostenrijk
- Clowder (1943–45)
- Crowd (1945)
- Danbury (1945)
- Denver (1944)
- Drybrook (1945)
- Duncery (1945)
- Duval (1945)
- Ebensburg (1945)
- Electra (1945)
- Evansville (1945)
- Greenleaves (1945)
- Hamster (1945)
- Haras (1945)
- Pyx (1945)
- Seafront (1945)
- Temple (1945)

## Portugal
- Panicle (1941)

## Spanje
- Defiance (1942–43)
- Hollowshoes (1942)
- Periwig (1944–45)
- Pompey (?)
- Relator (1941–43)
- Reproach (1941–43)
- Warden (1941)

## West-Afrika
- Postmaster (1942)

## Overig
- Bandon (?)
- Casement (1944)
- Codford (?)
- Rankin (?)
- Siamang (?)